# Hendrik IV van Nassau-Beilstein
Hendrik IV van Nassau-Beilstein (1449 - 26 mei 1499) was graaf van Nassau-Beilstein, een deel van het graafschap Nassau. Hij stamt uit de Ottoonse Linie van het Huis Nassau.

## Biografie
Hendrik was het enige kind van graaf Johan I van Nassau-Beilstein en diens tweede echtgenote Johanna van Gemen, dochter van heer Johan van Gemen en Bredevoort.
Hendrik huwde voor zijn twintigste verjaardag met Eva van Sayn en verkreeg daarmee de Saynse lijfeigenen in de heerlijkheid Westerwald alsmede een aandeel in de rijntol te Boppard.
Via zijn grootvader Johan van Gemen kwam Hendrik vroeg in contact met het hof van Ruprecht van de Palts, de aartsbisschop en keurvorst van Keulen. Deze beleende Hendrik met aandelen in de rijntol te Bonn.
Met heer Hendrik IV van Gemen, de broer van Hendriks moeder, stierven de heren van Gemen in mannelijke lijn uit. Hendrik IV van Gemen droeg daarom nog tijdens zijn leven aanzienlijke delen van zijn bezittingen, overwegend Keur-Keulse pandschappen, over aan zijn neef Hendrik IV van Nassau-Beilstein. Deze verkreeg in 1459 de helft van de plaatsen en heerlijkheden Erpel en Woeringen. In 1465 volgden slot Horneburg en het vest Recklinghausen, daarna in 1467 de heerlijkheid Gemen en tot slot in 1482 Dorsten.
Na het overlijden van zijn vader in 1473 volgde Hendrik hem op. Hij regeerde het graafschap eerst gemeenschappelijk met zijn oom Hendrik III. Toen deze in 1477 kinderloos overleed was Hendrik diens erfgenaam en werd hij de enige heerser van het graafschap Nassau-Beilstein.
Tijdens de regering van Hendrik kwam het in Nassau-Beilstein tot een aanzienlijke verbetering van de wetgeving. Zo vaardigde Hendrik in 1472 een nieuwe landbouwverordening uit. In 1492/93 volgden een verordening voor de rechtspraak in de Kalenberger Zent alsmede een bosbouwverordening. Daarmee was Nassau-Beilstein het eerste graafschap van de Ottoonse Linie dat het recht systematisch codificeerde.
Met de heren van Westerburg kwam het ook tijdens de regering van Hendrik opnieuw tot conflicten over de rechtsverhoudingen in de heerlijkheid Westerwald en het Gericht Emmerichenhain. Deze conflicten eindigden in 1480/82 met een nieuwe overeenkomst.
Hendrik was in dienst van talrijke machtige vorsten, waaronder Keur-Keulen, Keur-Trier, het hertogdom Gulik en de landgraven van Hessen. Dit leverde hem de eretitel Ridder met de Gouden Keten op. Hij was lid van het, in het bijzonder in Nassau wijdverbreide, riddergezelschap zum gekrönten Steinbock. In de jaren 1470 en 1480 was Hendrik als kapitein in dienst van aartshertog Maximiliaan van Oostenrijk in de Nederlanden. Hier maakte hij zich buitengewoon verdienstelijk bij de verovering van Utrecht in 1483. Drie jaar later was Hendrik aanwezig bij de kroning van Maximiliaan in Frankfurt. 
In 1488 nam Hendrik het bevel over de Keur-Trierse troepen op zich in de strijd tegen de heren van Winneburg. Deze vete eindigde met de belegering van de Burcht Beilstein aan de Moezel.
Op de Rijksdag van Worms in 1495 behoorde Hendrik tot een groep van personen die uitgezonden werd om de Turkenoorlogen aan de rijksgrens met Hongarije voor te bereiden.
Hendrik overleed in mei 1499. Hoewel er tijdens zijn regering een aanzienlijke toename van bezit plaatsvond, liet Hendrik slechts weinig vermogen na. Zijn zoon en erfgenaam Johan moest een deel van de pandschappen verkopen. Ook de heerlijkheid Gemen kon hij niet tegen de graven van Holstein-Schauenburg verdedigen.

## Huwelijk en kinderen
Hendrik huwde ca. 1468 (huwelijkscontract 6 september 1457) met Eva van Sayn (30 januari 1455 - 1525), dochter van graaf Gerhard II van Sayn en Elisabeth van Sirk.

Uit dit huwelijk werden 21 kinderen geboren. Van 11 kinderen zijn de namen niet overgeleverd, ze zijn vermoedelijk jong overleden. De tien bekende kinderen waren:
1. Johan († 18 augustus 1513), volgde zijn vader op.
2. Eva († 29 september 1575), huwde op 5 augustus 1508 met Nicolaas IV van Tecklenburg († 1541), graaf van Lingen 1508-1541.
3. Gerhard († 1506), was benedictijner monnik te Fulda.
4. Bernhard († Liebenscheid, 10 mei 1556), volgde zijn vader op.
5. Reinhard († 1502).
6. Lodewijk († 1516), was aartsdiaken te Fulda 1509-1515.
7. Otto (1485 - jong overleden).
8. Margaretha (vermeld 1502 en 1522), was non in de Rijksabdij van Thorn.
9. Irmgard (vermeld 1499-1518), was non in klooster Engelthal bij Bonn.
10. Elisabeth, was priores van klooster Engelthal bij Bonn 1499-1518.